# William Hughes, Baron Hughes
William Hughes, Baron Hughes PC CBE JP DL (* 22. Januar 1911 in Dundee, Schottland; † 31. Dezember 1999 in Comrie, Perth and Kinross) war ein Politiker der Labour Party, der zwischen 1954 und 1960 Lord Lieutenant von Dundee war und 1961 als Life Peer aufgrund des Life Peerages Act 1958 Mitglied des House of Lords wurde.

## Leben

### Kommunalpolitiker in Dundee und Zweiter Weltkrieg

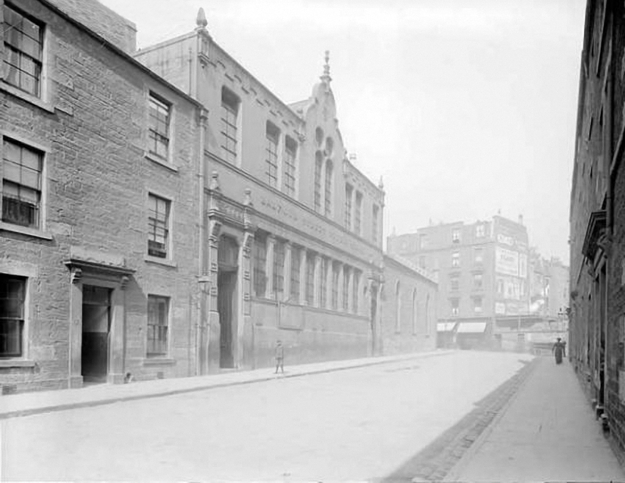
Balfour Street Public School, Dundee

Hughes absolvierte seine Schulausbildung an der Balfour Street School in Dundee sowie der Dundee Technical School. Er begann seine politische Laufbahn 1933 in der Kommunalpolitik, als er als Kandidat der Labour Party erstmals zum Mitglied des Stadtrates von Dundee gewählt wurde, und diesem bis 1936 angehörte. 1937 wurde er erneut zum Mitglied des Stadtrates gewählt und vertrat nunmehr bis 1961 die Interessen der Labour Party. Während des Zweiten Weltkrieges wurde er 1939 zunächst Beauftragter für den Luftschutz (Air Raid Precautions) in Dundee, ehe er als Angehöriger des Royal Army Ordnance Corps der British Army in Indien, Borneo und Burma eingesetzt wurde. Zuletzt wurde Hughes, der 1942 mit dem Offizierskreuz des Order of the British Empire ausgezeichnet sowie 1943 zum Friedensrichter (Justice of the Peace) ernannt wurde, 1946 zum Hauptmann befördert.
Nach seiner Rückkehr wurde er 1946 Stadt-Kämmerer (City Treasurer) von Dundee, ehe er 1954 Lord Provost und Lord Lieutenant von Dundee wurde und diese Ämter bis 1960 bekleidete. Während dieser Zeit wurde er 1956 zunächst Kommandeur des Order of the British Empire sowie 1958 mit dem Ritterkreuz der französischen Ehrenlegion ausgezeichnet. Nach Beendigung seiner Tätigkeit als Lord Lieutenant wurde er 1960 Deputy Lieutenant von Dundee und ebenfalls 1960 von der University of St Andrews mit einem Ehrendoktor der Rechtswissenschaften (Hon. LL.D.) gewürdigt.

### Oberhausmitglied und Juniorminister
Durch ein Letters Patent vom 7. Februar 1961 wurde Hughes aufgrund des Life Peerages Act 1958 als Life Peer mit dem Titel Baron Hughes, of Hawkhill in the County of the City of Dundee, in den Adelsstand erhoben und gehörte somit bis zu seinem Tod 1999 dem House of Lords als Mitglied an.
Nach dem Wahlsieg der Labour Party bei den Unterhauswahlen am 15. Oktober 1964 wurde Baron Hughes von Premierminister Harold Wilson zum Parlamentarischen Unterstaatssekretär im Schottland-Ministerium (Scottish Office) ernannt und übte diese Funktion bis 1969 aus. Anschließend fungierte er bis zum Ende von Wilsons Amtszeit am 19. Juni 1970 als Staatsminister im Schottland-Ministerium und war somit sechs Jahre einer der engsten Mitarbeiter des damaligen Schottland-Ministers (Secretaries of State for Scotland) William Ross. Zuletzt wurde ihm 1970 auch der Titel eines Privy Councillor verliehen.
Nachdem die Labour Party unter der Führung Harold Wilsons die Unterhauswahlen am 28. Februar 1974 gewonnen hatte und William Ross von Premierminister Wilson wieder zum Schottland-Minister in dessen zweites Kabinett berufen wurde, übernahm Baron Hughes abermals das Amt des Staatsministers im Schottland-Ministerium und behielt dieses bis 1975. Von 1975 bis 1993 fungierte er als Präsident des Schottischen Verbands der Wohnungsbaugesellschaften (Scottish Federation of Housing Associations) und war außerhalb Mitglied des Europarats sowie der Westeuropäischen Union.

## Letzte Jahre und Tod
Seine letzte Lebensjahre verbrachte Baron Hughes in Comrie, ein Dorf der Grafschaft Perthshire im Schottischen Hochland. Im November 1999 wurde bei ihm Bauchspeicheldrüsenkrebs diagnostiziert. Nur wenige Wochen später verstarb Baron Hughes am 31. Dezember 1999 auf seinem Wohnsitz in Comrie im 88. Lebensjahr.